# Miquel de Palol

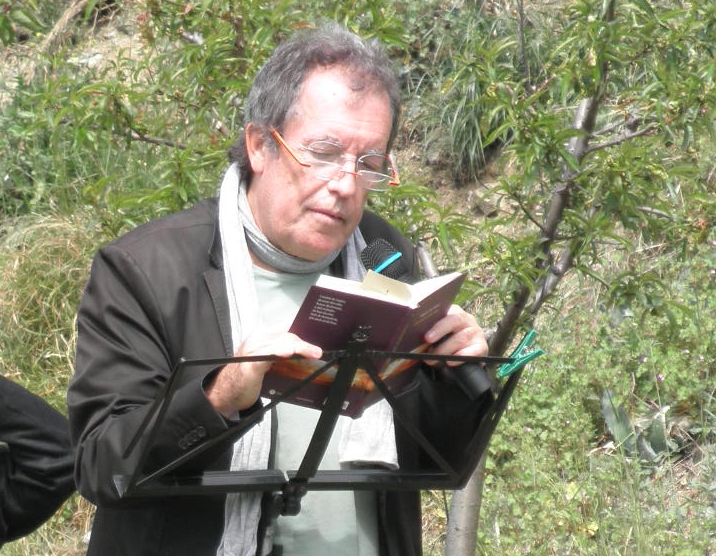
Miquel de Palol

Miquel de Palol i Muntanyola (* 2. April 1953 in Barcelona, Spanien) ist ein katalanischer Architekt, Romancier, Lyriker und Essayist, der original nur auf Katalanisch publiziert.

## Leben
Miquel de Palol ist der Sohn eines Hochschullehrers für Archäologie. Aufgewachsen ist er bis zum Alter von 17 Jahren in Valladolid, weil sein Vater an der dortigen Universität lehrte. Für sein Architektur-Studium kehrte er in seine Geburtsstadt zurück. Mit 19 Jahren trat er erstmals als Lyriker öffentlich in Erscheinung. In diesem Feld veröffentlichte er El porxo de les mirades und erhielt dafür den Premi Carles Riba (Carles-Riba-Preis) im Jahr 1982 sowie den Kritikerpreis Serra d’Or zugesprochen.
Im Jahr 1989 trat Miquel de Palol mit einem umfangreichen Roman hervor, El jardí dels set crepuscles. Das Werk brachte ihm fünf angesehene Literaturpreise ein. Er wurde ins Kastilische übersetzt sowie ins Niederländische, Deutsche und Italienische. 1994 später bekam er den Literaturpreis der Stadt Barcelona für seinen Roman Ígur Neblí. 1997 bekam er für El Legislador den Premi Josep Pla (Josep-Pla-Preis). Ein Jahr darauf wurde ihm den Premi Sant Jordi de novel·la  (Sankt-Georgs-Preis) verliehen für El Quincorn: una història romàntica. Im Jahr 2006 wurde Palol geehrt mit dem Premi Joanot Martorell de narrativa (Joanot-Martorell-Preis) für den Roman Un home vulgar. Ab dem Jahr 1991 schob Miquel de Palol den bislang ausgeübten Architektenberuf beiseite, um sich demnach ausschließlich als freier Schriftsteller der Literatur und Dichtkunst zu widmen.
Als Kolumnist und Literaturkritiker hat Palol über die Jahre an diversen Zeitungen, Medien und literaturwissenschaftlichen Zeitschriften wie Tarotdequinze, Serra d’Or, El Pont, La Vanguardia, El País, ABC, El Periódico de Catalunya, El Mundo, El Triangle, Interviu, El Urogallo und Avui mitgearbeitet.
Palol ist Mitglied des Vereins Associació d’Escriptors en Llengua Catalana (AELC) und der internationalen Schriftsteller-Vereinigung PEN Club.

## Werke

### Lyrik
- Lotus (1a part). Barcelona: Revista Serra d’Or, 1972
- Lotus (2a part). Girona: El Pont, 1973
- Delta. Barcelona: El Mall, 1973
- Llet i vi. Barcelona: l’autor, 1974
- Arxiu de Poemes independents. Barcelona: Pòrtic, 1975
- L’Aneguet lleig. Barcelona: l’autor, 1977
- Quan?. Barcelona: Proa, 1979
- La flor de l’atzavara de Can Coris (1980)
- Encara mor aquella primavera. Barcelona: El Mall, 1981
- Salamó. Palma de Mallorca: Tafal, 1981
- Rapsòdies de Montcada. València: El Cingle, 1982
- El porxo de les mirades. Barcelona: Proa, 1983
- El viatge misteriós. Barcelona: Taller de Picasso, 1983
- Indiferència. Barcelona: Proa, 1986
- La nit italiana. València: Gregal, 1986
- Quintern. Màlaga: Ángel Caffarena, 1992
- Estudis en menor. Palma de Mallorca: El Cantor, 1995
- El sol i la mort. Barcelona: Proa, 1996
- Gralles al galliner. Barcelona: Proa, 1996
- Nombra y tendrás. Madrid: Visor, 1998
- Nocturns. Barcelona: Columna, 2003
- Miquel de Palol. Lleida: Universitat de Lleida, 2002
- Fot-li, que som catalans! (Miquel de Palol, Xavier Bru de Sala, Julià de Jòdar) Barcelona: L’Esfera dels Llibres, 2005

### Erzählwerke, Romane
- El jardí dels set crepuscles. Barcelona: Proa, 1989
- Sense compromís de perversitat (mit Maria de la Pau Janer). Barcelona: Tanagra, 1991
- Les Tres Ties. Barcelona: Destino, 1992 [infantil]
- Amb l’olor d’Àfrica. Barcelona: Proa, 1992
- Grafomàquia. Barcelona: Proa, 1993
- Ígur Neblí. Barcelona: Proa, 1994
- L’àngel d’hora en hora. Barcelona: Proa, 1995
- El legislador. Barcelona: Destino, 1997
- Consulta a Ripseu. Barcelona: Proa, 1997
- La fortuna del senyor Filemó. Barcelona: Cruïlla, 1997 (Kinderbuch)
- La Venus del Kilimanjaro (mit Xavier Moret). Barcelona: Cruïlla, 1998 (Jugendbuch)
- Contes per vells adolescents. Barcelona: Proa, 1998
- El Quincorn: una història romàntica. Barcelona: Proa, 1999
- El Troiacord. Barcelona: Columna, 2001 (El Troiacord consta de cinc volums, els títols dels quals són: Tres passos al sud, Una altra cosa, Les ales egípcies, Leandre no s’hi ha negat, El combat amb l’àngel)
- Tancat per vacances (2003) (mit Sebastià Alzamora, Lluís Calvo, Gemma Lienas, Andreu Martín, Isabel Olesti, Eva Piquer, Maria Mercè Roca, Care Santos i Lluís Maria Todó)
- Les concessions. Barcelona: Columna, 2004 (Tots els Ets i Uts havia de ser el títol d’aquesta obra, però per motius aliens a la voluntat de l’autor, el llibre es va publicar amb el títol de Les concessions.)
- Contes en forma de L. Palma de Mallorca: Moll, 2004
- Gallifa. Barcelona: Columna, 2006
- Un home vulgar. Barcelona: Edicions 62, 2006
- El Lleó de Böcklin i sis contes més. Lleida: Pagès editors, 2006
- Aire pàl·lid/Palimpsest. Barcelona: Columna, 2007
- El Testament d'Alcestis. Barcelona: Editorial Empúries, 2009

### Essays – Sachliteratur – Fotokunstbände
- Descubrir España (1999)
- Els proverbis. Barcelona: Ara Llibres, 2003
- La poesia en el boudoir. Barcelona: Columna, 2003
- Jacint Verdaguer. Barcelona: Edicions Omega, 2003
- Antologia de Verdaguer (2003)
- Dos poetes. Barcelona: Columna, 2006
- Fot-li més que encara som catalans! (Miquel de Palol, Xavier Bru de Sala, Julià de Jòdar) Barcelona: L’esfera dels llibres, 2006
- L’artista al seu taller II: fotografies de Francesc Serra (2002)
- Quadern de treball: La fortuna del senyor Filemó

### Dramenwerke
- Selima (Lleida: L’Escorxador, 2000)

Selima, eine Erzählung aus dem Band Contes per vells adolescents, wurde im Jahr 2000 umgearbeitet zu einem Libretto für die gleichnamige Oper des Komponisten Albert Sardà, aufgeführt in Lleida und interpretiert von der Grup Sitges 94.

### Ins kastilische Spanisch übersetzte Werke
- El Jardín de los Siete Crepúsculos (1992)
- Las tres tías (1992)
- Entre las hélices (traducció de Amb l’Olor d’Àfrica) (1993)
- Grafomaquia (1998)
- Igur Neblí (1994)
- El Ángel de hora en hora (1997)
- La fortuna del señor Filemón (1998)
- La Venus del Kilimanjaro (2004)
- El legislador
- El Quincornio (2001)
- Jacint Verdaguer (2002)

### Übersetzungen in weitere europäische Sprachen
- De Tuin der Zeven Schemeringen (ins Niederländische von El jardí dels set crepuscles, Menken Kasander & Wigman, 2011, Übersetzerin: Elly de Vries-Bovée)
- Igur Nebli (ins Niederländische von Ígur Neblí, Menken Kasander & Wigman, 1997, Übersetzer: Frans Oosterholt)
- Im Garten der sieben Dämmerungen (ins Deutsche von El jardí dels set crepuscles, Aufbau Verlag, 1999, Übersetzerin: Theres Moser)
- Il giardino dei sette crepuscoli (ins Italienische von El jardí dels set crepuscles, Einaudi, 1999, Übersetzer: Glauco Felici)
- Un uomo qualunque (ins Italienische von Un home vulgar, Voland, 2009, Übersetzer: Patrizio Rigobon)
- Phrixos le fou, (ins Französische von Frixus el boig, Teil von El jardí dels set crepuscles, Éditions Zulma, 2013, Übersetzer: François-Michel Durazzo)
- À bord du "Googol" (ins Französische von Googol, Teil von El jardí dels set crepuscles, Éditions Zulma, 2013, Übersetzer: François-Michel Durazzo)
- Le jardin des sept crépuscules (ins Französische von El jardí dels set crepuscles, Éditions Zulma, 2015, Übersetzer: François-Michel Durazzo)
- Le Testament d'Alceste (ins Französische von El Testament d'Alcestis, Éditions Zulma, 2019, Übersetzer: François-Michel Durazzo)

## Auszeichnungen
- Premi Carles Riba de poesia für Lyrik, 1982 für El porxo de les mirades
- Crítica Serra d’Or für Lyrik, 1984: El porxo de les mirades
- Premi Joan Crexells de narrativa für Prosa, 1989: El jardí dels set crepuscles
- Crítica Serra d’Or für Roman-Prosa, 1990: El jardí dels set crepuscles
- Premi de la Crítica de narrativa catalana, 1990: El jardí dels set crepuscles
- Premi Nacional de Literatura de la Generalitat de Catalunya, 1990: El jardí dels set crepuscles
- Premio Ojo Crítico II Milenio de Radio de España: El jardí dels set crepuscles
- Ciutat de Barcelona, 1995 für Ígur Neblí
- Josep Pla, 1997: El Legislador
- Víctor Català, 1997 für Contes per vells adolescents
- Sant Jordi, 1998: El Quincorn
- Josep-Antoni-Samaranch-Preis für lyrische Würdigung des Sports, 1998 für das Dichtwerk Olímpia
- Premi Rosalia de Castro, 1998; pel conjunt de la seva obra.
- Crítica Serra d’Or für Essayistik, 2004: La poesia en el boudoir i Els proverbis
- Premi Joanot Martorell, 2006 für Un home vulgar
- 7lletres, 2006: El Lleó de Böcklin i sis contes més